# Cyaniris radiata
Cyaniris radiata är en fjärilsart som beskrevs av Ob. 1948. Cyaniris radiata ingår i släktet Cyaniris och familjen juvelvingar. Inga underarter finns listade i Catalogue of Life.